# Puntate di Techetechete' (nona stagione)
La nona stagione del programma televisivo italiano di videoframmenti Techetechete', denominata Il meglio della TV e composta da 82 puntate, è andata in onda in access prime time su Rai 1 dal 3 giugno al 15 settembre 2019.

## Caratteristiche
La nona stagione del programma adotta una nuova sigla, pur mantenendo la grafica e il sottotitolo delle due stagioni precedenti. Il lunedì è dedicato al varietà nella sua evoluzione di decennio in decennio, il venerdì a un tema prettamente musicale.

## Puntate
| Puntata       | Messa in onda | Titolo                                                   | Note | Telespettatori | Share  | Fonte  |
| ------------- | ------------- | -------------------------------------------------------- | --- | -------------- | ------ | ------ |
| 1             | 3 giugno      | Stasera... Fabrizio Frizzi                               | Puntata dedicata a Fabrizio Frizzi                                                                             | 3.906.000      | 16,55% | [ 1 ]  |
| 2             | 4 giugno      | Massimo Troisi. Ci siamo tanto amati                     | Puntata dedicata a Massimo Troisi in occasione dei 25 anni della sua scomparsa                                 | 3.679.000      | 16,16% | [ 2 ]  |
| 3             | 12 giugno     | Sarà perché vi amiamo                                    | Puntata dedicata ai Ricchi e Poveri                                                                            | 3.391.000      | 15,94% | [ 3 ]  |
| 4             | 13 giugno     | Carissimi Franco e Ciccio                                | Puntata dedicata a Franco e Ciccio                                                                             | 2.732.000      | 14,05% | [ 4 ]  |
| 5             | 14 giugno     | Jukebox. Note del tempo                                  | Puntata a tema musicale                                                                                        | 3.204.000      | 16,30% | [ 5 ]  |
| 6             | 15 giugno     | Intramontabili                                           | Puntata dedicata ai grandi successi musicali italiani degli anni quaranta, cinquanta, sessanta                 | 3.251.000      | 19,77% | [ 6 ]  |
| 7             | 17 giugno     | Una carezza, un bacio e una canzone                      | Puntata dedicata ai musicarelli                                                                                | 3.340.000      | 15,86% | [ 7 ]  |
| 8             | 20 giugno     | Eva contro Eva                                           | Puntata dedicata a Heather Parisi e Lorella Cuccarini (replica rieditata)                                      | 3.299.000      | 17,00% | [ 8 ]  |
| 9             | 21 giugno     | È arrivata l'estate                                      | Puntata dedicata all'estate                                                                                    | 3.120.000      | 16,98% | [ 9 ]  |
| 10            | 24 giugno     | Marcella & Donatella... Attenti a quelle due!            | Puntata dedicata a Marcella Bella e Donatella Rettore                                                          | 3.025.000      | 14,85% | [ 10 ] |
| 11            | 25 giugno     | Ornella, amore mio                                       | Puntata dedicata a Ornella Vanoni                                                                              | 3.428.000      | 17,23% | [ 11 ] |
| 12            | 26 giugno     | Sandra e Raimondo. Un amore per sempre                   | Puntata dedicata a Sandra Mondaini e Raimondo Vianello                                                         | 3.461.000      | 17,79% | [ 12 ] |
| 13            | 27 giugno     | Viva gli sposi!                                          | Puntata dedicata alle coppie celebri dello spettacolo, ai matrimoni nei film e alle canzoni d'amore            | 3.030.000      | 16,22% | [ 13 ] |
| 14            | 28 giugno     | Jukebox. Anni ottanta, ma non li dimostra                | Puntata dedicata alle canzoni degli anni ottanta                                                               | 3.138.000      | 18,10% | [ 14 ] |
| 15            | 30 giugno     | Nino Manfredi. Il segreto dell'ironia                    | Puntata dedicata a Nino Manfredi                                                                               | 2.740.000      | 16,51% | [ 15 ] |
| 16            | 1º luglio     | Quando l'amore diventa poesia                            | Puntata dedicata a Massimo Ranieri (replica rieditata)                                                         | 3.358.000      | 17,39% | [ 16 ] |
| 17            | 2 luglio      | Gli irriverenti                                          | Puntata dedicata agli irriverenti della musica, della tv e dello spettacolo                                    | 3.274.000      | 17,20% | [ 17 ] |
| 18            | 3 luglio      | Gaber e Jannacci. Gli amici geniali                      | Puntata dedicata a Giorgio Gaber ed Enzo Jannacci                                                              | 3.171.000      | 16,41% | [ 18 ] |
| 19            | 4 luglio      | Viaggio nel Lazio                                        | Puntata dedicata agli artisti nati nella regione Lazio                                                         | 3.199.000      | 17,63% | [ 19 ] |
| 20            | 5 luglio      | Jukebox. Gocce di memoria                                | Puntata a tema musicale                                                                                        | 2.926.000      | 17,66% | [ 20 ] |
| 21            | 7 luglio      | Super Zero                                               | Puntata dedicata a Renato Zero (replica rieditata)                                                             | 3.398.000      | 20,47% | [ 21 ] |
| 22            | 8 luglio      | C'era una volta il varietà '60 '70 '80 '90               | Puntata dedicata ai programmi di varietà del 1960, 1970, 1980 e 1990                                           | 3.339.000      | 17,26% | [ 22 ] |
| 23            | 9 luglio      | Rino Gaetano. A mano a mano senza confini                | Puntata dedicata a Rino Gaetano                                                                                | 3.523.000      | 18,41% | [ 23 ] |
| 24            | 10 luglio     | Stasera... che sera! I Matia Bazar                       | Puntata dedicata ai Matia Bazar                                                                                | 3.539.000      | 18,29% | [ 24 ] |
| 25            | 11 luglio     | Casa Agnelli                                             | Puntata dedicata alla famiglia Agnelli                                                                         | 3.338.000      | 18,01% | [ 25 ] |
| 26            | 12 luglio     | Jukebox. Con la chitarra in mano                         | Puntata a tema musicale                                                                                        | 3.292.000      | 18,78% | [ 26 ] |
| 27            | 14 luglio     | Cartoline da Parigi                                      | Puntata dedicata alla Francia                                                                                  | 3.351.000      | 19,61% | [ 27 ] |
| 28            | 15 luglio     | C'era una volta il varietà '61 '71 '81 '91               | Puntata dedicata ai programmi di varietà del 1961, 1971, 1981 e 1991                                           | 3.760.000      | 17,23% | [ 28 ] |
| 29            | 16 luglio     | Brivido giallo                                           | Puntata dedicata agli investigatori in TV                                                                      | 2.892.000      | 15,19% | [ 29 ] |
| 30            | 18 luglio     | Milva. Il bacio della pantera                            | Puntata dedicata a Milva                                                                                       | 3.294.000      | 17,46% | [ 30 ] |
| 31            | 19 luglio     | Jukebox. 80 voglia di cantare                            | Puntata dedicata agli anni ottanta (anteprima dedicata a Luciano De Crescenzo, scomparso il giorno precedente) | 3.190.000      | 18,55% | [ 31 ] |
| 32            | 20 luglio     | Colpo di Luna                                            | Puntata dedicata al 50º anniversario dello sbarco sulla Luna                                                   | 2.585.000      | 17,85% | [ 32 ] |
| 33            | 21 luglio     | Casa De Sica                                             | Puntata dedicata a Vittorio e Christian De Sica                                                                | 2.801.000      | 17,72% | [ 33 ] |
| 34            | 22 luglio     | C'era una volta il varietà '62 '72 '82 '92               | Puntata dedicata ai programmi di varietà del 1962, 1972, 1982 e 1992                                           | 3.254.000      | 17,51% | [ 34 ] |
| 35            | 23 luglio     | Gianna Nannini                                           | Puntata dedicata a Gianna Nannini                                                                              | 3.166.000      | 17,78% | [ 35 ] |
| 36            | 24 luglio     | Le risate di Mara                                        | Puntata dedicata a Mara Venier                                                                                 | 2.897.000      | 16,10% | [ 36 ] |
| 37            | 25 luglio     | Gli 80 anni di Peppino di Capri. Da Capri a Saint Tropez | Puntata dedicata a Peppino di Capri, in occasione del suo ottantesimo compleanno                               | 2.920.000      | 16,77% | [ 37 ] |
| 38            | 26 luglio     | Jukebox. Ritmo amore e fantasia                          | Puntata a tema musicale                                                                                        | 2.843.000      | 17,35% | [ 38 ] |
| 39            | 28 luglio     | C'è un amico che ti guarda                               | Puntata dedicata agli animali (replica)                                                                        | 3.144.000      | 17,76% | [ 39 ] |
| 40            | 29 luglio     | C'era una volta il varietà '63 '73 '83 '93               | Puntata dedicata ai programmi di varietà del 1963, 1973, 1983 e 1993                                           | 3.087.000      | 16,07% | [ 40 ] |
| 41            | 30 luglio     | Le adorabili streghe                                     | Puntata dedicata ad Amanda Lear e Patty Pravo (replica rieditata)                                              | 3.322.000      | 17,67% | [ 41 ] |
| 42            | 31 luglio     | Tutti a tavola                                           | Puntata dedicata al cibo (anteprima dedicata a Raffaele Pisu, scomparso il medesimo giorno)                    | 3.306.000      | 18,27% | [ 42 ] |
| 43            | 1º agosto     | Viaggio in... Sicilia                                    | Puntata dedicata alla Sicilia                                                                                  | 3.181.000      | 17,98% | [ 43 ] |
| 44            | 2 agosto      | Jukebox. Amore e nostalgia                               | Puntata a tema musicale                                                                                        | 3.149.000      | 17,87% | [ 44 ] |
| 45            | 4 agosto      | Benvenuti a casa di Totò                                 | Puntata dedicata a Totò (replica rieditata)                                                                    | 3.136.000      | 19,77% | [ 45 ] |
| 46            | 5 agosto      | C'era una volta il varietà '64 '74 '84 '94               | Puntata dedicata ai programmi di varietà del 1964, 1974, 1984 e 1994                                           | 3.181.000      | 17,62% | [ 46 ] |
| 47            | 6 agosto      | Quell'estate del 1969...                                 | Puntata dedicata alle canzoni, alla tv e alla moda dell'estate 1969                                            | 3.025.000      | 16,88% | [ 47 ] |
| 48            | 7 agosto      | Viaggio in... Emilia Romagna                             | Puntata dedicata all'Emilia-Romagna                                                                            | 3.416.000      | 18,39% | [ 48 ] |
| 49            | 8 agosto      | Claudio Villa. Un amore così grande                      | Puntata dedicata a Claudio Villa                                                                               | 3.260.000      | 18,34% | [ 49 ] |
| 50            | 9 agosto      | Jukebox. Quel ritmo caliente                             | Puntata a tema musicale                                                                                        | 2.671.000      | 15,86% | [ 50 ] |
| 51            | 11 agosto     | Notte di stelle                                          | Puntata dedicata alle stelle della musica, della tv e dello spettacolo                                         | 2.759.000      | 18,45% | [ 51 ] |
| 52            | 12 agosto     | C'era una volta il varietà '65 '75 '85 '95               | Puntata dedicata ai programmi di varietà del 1965, 1975, 1985 e 1995                                           | 3.057.000      | 17,87% | [ 52 ] |
| 53            | 13 agosto     | Johnny Dorelli. I miei grandi amori                      | Puntata dedicata a Johnny Dorelli                                                                              | 2.737.000      | 16,37% | [ 53 ] |
| 54            | 14 agosto     | Genova. Soltanto un anno dopo                            | Puntata dedicata a Genova nel primo anniversario della tragedia del crollo del viadotto Polcevera              | 2.372.000      | 15,35% | [ 54 ] |
| 55            | 15 agosto     | Agosto... Amore mio non ti conosco                       | Puntata dedicata alla gelosia e al tradimento                                                                  | 2.629.000      | 19,48% | [ 55 ] |
| 56            | 16 agosto     | Jukebox. Pezzi da 90                                     | Puntata dedicata ai grandi successi musicali degli anni novanta                                                | 2.985.000      | 18,19% | [ 56 ] |
| 57            | 17 agosto     | Il talento di Lady Goggi                                 | Puntata dedicata a Loretta Goggi                                                                               | 2.941.000      | 19,27% | [ 57 ] |
| 58            | 18 agosto     | Benvenuti a Casa Guzzanti                                | Puntata dedicata ai comici Guzzanti                                                                            | 2.497.000      | 15,63% | [ 58 ] |
| 59            | 19 agosto     | C'era una volta il varietà '66 '76 '86 '96               | Puntata dedicata ai programmi di varietà del 1966, 1976, 1986 e 1996                                           | 3.181.000      | 17,80% | [ 59 ] |
| 60            | 20 agosto     | Techetechedance '80                                      | Puntata dedicata alla dance degli anni ottanta                                                                 | 2.342.000      | 12,97% | [ 60 ] |
| 61            | 21 agosto     | Noschese Biagini Sabani. Le stelle dai mille volti       | Puntata dedicata ad Alighiero Noschese, Isabella Biagini e Gigi Sabani                                         | 3.004.000      | 16,76% | [ 61 ] |
| 62            | 22 agosto     | L'alfabeto dell'amore                                    | Puntata dedicata alle canzoni d'amore                                                                          | 3.293.000      | 17,89% | [ 62 ] |
| 63            | 23 agosto     | Jukebox. Ah, l'amore                                     | Puntata a tema musicale                                                                                        | 3.349.000      | 18,75% | [ 63 ] |
| 64            | 25 agosto     | Viva Il Trio                                             | Puntata dedicata al gruppo comico Il Trio                                                                      | 3.257.000      | 18,64% | [ 64 ] |
| 65            | 26 agosto     | C'era una volta il varietà '67 '77 '87 '97               | Puntata dedicata ai programmi di varietà del 1967, 1977, 1987 e 1997                                           | 3.314.000      | 16,96% | [ 65 ] |
| 66            | 27 agosto     | Monica e Alberto. Infinite emozioni                      | Puntata dedicata a Monica Vitti e Alberto Sordi (replica rieditata)                                            | 3.328.000      | 17,02% | [ 66 ] |
| 67            | 28 agosto     | Ricordi d'estate                                         | Puntata dedicata ai brani di maggior successo degli anni 1969, 1979, 1989 e 1999                               | 3.374.000      | 16,75% | [ 67 ] |
| 68            | 29 agosto     | Volti di donna                                           | Puntata dedicata a Paola Cortellesi e Virginia Raffaele                                                        | 3.639.000      | 17,98% | [ 68 ] |
| 69            | 30 agosto     | Jukebox. Non ti scordar di me                            | Puntata a tema musicale                                                                                        | 2.870.000      | 15,11% | [ 69 ] |
| 70            | 1º settembre  | Gigi Proietti. Uno spettacolo... a modo mio              | Puntata dedicata a Gigi Proietti                                                                               | 3.111.000      | 15,87% | [ 70 ] |
| 71            | 2 settembre   | Seduzione fatale                                         | Puntata dedicata alla seduzione                                                                                | 3.494.000      | 15,08% | [ 71 ] |
| 72            | 3 settembre   | Lucio Dalla, tu non mi basti mai                         | Puntata dedicata a Lucio Dalla                                                                                 | 3.832.000      | 17,00% | [ 72 ] |
| 73            | 4 settembre   | Nostalgia d'amore                                        | Puntata dedicata ai complessi degli anni settanta                                                              | 3.540.000      | 15,93% | [ 73 ] |
| 74            | 5 settembre   | Due come noi                                             | Puntata dedicata ai duetti                                                                                     | 3.666.000      | 16,89% | [ 74 ] |
| 75            | 6 settembre   | Miss, mia cara miss                                      | Puntata dedicata al concorso di Miss Italia                                                                    | 3.620.000      | 17,27% | [ 75 ] |
| 76            | 9 settembre   | Toto Cutugno. Storia di un italiano                      | Puntata dedicata a Toto Cutugno                                                                                | 4.120.000      | 17,32% | [ 76 ] |
| 77            | 10 settembre  | Lucio Battisti. L'amore cantato                          | Puntata dedicata a Lucio Battisti                                                                              | 4.287.000      | 18,26% | [ 77 ] |
| 78            | 11 settembre  | Little Tony e Bobby Solo. Ciuffo amore e rock & roll     | Puntata dedicata a Little Tony e Bobby Solo (replica rieditata)                                                | 3.527.000      | 15,31% | [ 78 ] |
| 79            | 12 settembre  | Pooh. Messaggeri d'amore                                 | Puntata dedicata ai Pooh (replica rieditata)                                                                   | 4.078.000      | 17,96% | [ 79 ] |
| 80            | 13 settembre  | I gettonatissimi '67, '77, '87, '97                      | Puntata dedicata ai successi musicali degli anni 1967, 1977, 1987, 1997                                        | 4.235.000      | 20,09% | [ 80 ] |
| 81            | 14 settembre  | Tutto Verdone                                            | Puntata dedicata a Carlo Verdone (replica rieditata)                                                           | 3.235.000      | 17,89% | [ 81 ] |
| 82            | 15 settembre  | Fiorello & Friends                                       | Puntata dedicata a Fiorello                                                                                    | 4.193.000      | 20,00% | [ 82 ] |
| Media Auditel | Media Auditel | Media Auditel                                            | Media Auditel                                                                                                  | 3.241.000      | 17,3%  |        |